# Luise Keller
Luise Keller, née le 8 mars 1984 à Iéna, est une coureuse cycliste allemande.

## Biographie

### Débuts
Luise Keller est à l'origine triathlète. Elle s'est ensuite consacrée exclusivement au cyclisme. Elle commence sa carrière en 2003 dans l'équipe espoirs (moins de 23 ans) du RSC Cottbus. En 2004, elle rejoint le Team Red Bull-Stadtwerke Frankfurt/Oder. 

### Flexpoint (2005-2007)
À l'été 2005, elle est recrutée par la formation néerlandaise Team Flexpoint, avec pour leaders Susanne Ljungskog et Mirjam Melchers. En 2007, elle remporte le championnat d'Allemagne sur route.

### Vainqueur de la Route de France (2008)
Luise Keller rejoint en 2008 l'équipe Columbia. Au Gracia Orlova, Luise Keller est deuxième de la deuxième étape.  Au classement final, elle monte sur la deuxième place du podium. Sur les championnats nationaux, Luise Keller défend avec succès son titre sur l'épreuve en ligne allemande. 
Sur la Route de France, la troisième étape est l'étape reine. Luise Keller place une attaque dans la deuxième ascension de la journée et rejoint l'échappée matinale. Elle attaque une nouvelle fois à quatre kilomètres du but pour s'imposer et prendre la tête du classement général. Elle gagne aussi l'étape contre-la-montre et conforte ainsi sa position de première au classement général qu'elle conserve jusqu'au bout. Au Grand Prix de Plouay, elle s'échappe dans l'avant dernier tour avec Fabiana Luperini. Dans la dernière ascension, elle tente bien de distancer l'Italienne mais sans succès. Cette dernière s'impose facilement au sprint,.
Elle est sélectionnée pour l'épreuve en ligne des championnats du monde.

### Saison 2009 et 2010
Après deux saisons discrètes, elle décide en octobre 2010 de prendre sa retraite.

## Palmarès
- 2005
  - 4eb étape du Holland Ladies Tour (contre-la-montre par équipes)
- 2007
  -  Championne d'Allemagne sur route
- 2008
  -  Championne d'Allemagne sur route
  - Route de France féminine
    - Classement général
    - 3e et 6e étapes

  - 1re étape du Tour de Toscane féminin-Mémorial Michela Fanini (contre-la-montre par équipes)
  - 2e du contre-la-montre par équipes de Vårgårda (cdm)
  - 2e du Grand Prix de Plouay
  - 2e de Gracia Orlova
  - 3e de l'Emakumeen Bira

## Classement UCI
| Année          | 2006 | 2007 | 2008 | 2009 | 2010 |
| Classement UCI | 175e | 102e | 17e  | 381e | 284e |